# Прокшино (станція метро)
55°34′58″ пн. ш. 37°26′33″ сх. д. / 55.58278° пн. ш. 37.44250° сх. д.
Прокшино (рос. Прокшино) — станція Сокольницької лінії Московського метрополітену відкрита 20 червня 2019,  у складі черги «Салар'єво» — «Комунарка». Розташована за МКАД між станціями «Філатов луг» та «Вільхова», у поселенні Сосенське (НАО) неподалік від присілку Прокшино, по якому і отримала свою назву, у Новомосковському адміністративному окрузі Москви.

## Пересадки
- Автобуси: 313, 472, 982, МЦ2

## Технічна характеристика
Наземна крита однопрогінна станція з однією прямою острівною платформою.

## Колійний розвиток
Станція без колійного розвитку.

## Архітектура і оформлення
Дизайн станції виконано по архітектурним формам старовинних залізничних станцій і вокзалів: станція Ватерлоо (Лондон 1848 г.), Пенсильванський вокзал (Нью-Йорк, 1910 г.) і Київський вокзал (Москва, 1918 р.).. Перони станції оздоблено у білій гамі, а виходи і каси прикрашені яскраво-червоними і жовтими елементами.. Платформи зроблено закритими, а стіни виконані з прозорого скла. Висота стельового простору — близько 10-ти метрів.